# Elisabeth Tankeu
Elisabeth Tankeu, de son nom Taenga Ngatchou (née le 29 février 1944 à Yabassi et morte le 16 octobre 2011 à Neuilly-sur-Seine), est une femme politique camerounaise. Ministre, elle a également été commissaire au Commerce et à l'Industrie de l'Union africaine

## Carrière politique
De 1976 à 1979, Elisabeth Tankeu est directrice adjointe de la Planification et de 1980 à 1983, elle est directrice de ce même ministère. De 1983 à 1988, elle a été sous-ministre de la Planification des industries et de 1988 à 1992, ministre de la Planification et du Développement régional.

## Vie personnelle
Elisabeth Tankeu meurt le 16 octobre 2011 à Neuilly-sur-Seine,. Elle est enterrée le 19 novembre 2011 à Bangoua, le village natal de son mari en pays Bamiléké.